# Duvaucelia odhneri
Duvaucelia odhneri is een slakkensoort uit de familie van de tritonia's (Tritoniidae). De wetenschappelijke naam van de soort werd in 1963 gepubliceerd door J. Tardy. De specifieke naam odhneri is ter ere van de Zweedse malacoloog Nils Hjalmar Odhner.
Deze soort werd oorspronkelijk beschreven als Duvaucelia odhneri, maar dit werd een homoniem van Tritonia odhneri Marcus, 1959 toen het geslacht Duvaucelia in 1983 naar Tritonia werd verplaatst. In 2020 werd het geslacht Duvaucelia weer in gebruik genomen en keerde de naam terug naar de oorspronkelijke combinatie van Tardy, 1963.

## Beschrijving
De soort komt vrijwel uitsluitend voor op de zeewaaier Eunicella verrucosa, en valt daarop, door zijn bouw, die een tak met poliepen nabootst, nauwelijks op. Van de zeewaaier bestaan twee kleurvarianten: wit en bleekgeel, en de slak komt in dezelfde kleurvarianten voor. Dit dier kan tot 34 mm groot worden. Het hoofd draagt zes orale tentakels. Er zijn ongeveer acht paar kieuwen op het dorsum. De rinoforen zijn vergelijkbaar met andere Duvaucelia-soorten, met gladde randen en vertakte uiteinden.